# Erich Schoenberg
Erich Karl Wilhelm Schoenberg (* 27. Dezember 1882 in Warschau; † 23. Januar 1965 in Brannenburg, Bayern) war ein deutscher Astronom.

## Leben und Wirken
Sein Vater war Gymnasiallehrer für Latein und Griechisch in Warschau. Nach dem Abitur 1900 arbeitete er einige Zeit auf einer Schiffswerft in Riga und als Navigator, begann dann 1902 in Warschau, Straßburg und an der Kaiserlichen Universität Dorpat zu studieren. 1907 machte er in Dorpat seinen Abschluss mit einer Arbeit über die Bahnbestimmung von Doppelsternsystemen, und war dann Assistent an der Sternwarte Dorpat. 1912 promovierte er in Kiel. 1915 bis 1918 war er Direktor der Sternwarte Dorpat, die allerdings in den Zeiten des Russischen Bürgerkrieges verlassen war. 1918 lehrte er an der Landesuniversität Dorpat. Nachdem er in dieser Zeit als Geodät für die estnische Armee gearbeitet hatte, ging er 1920 als Geodät nach Finnland. 1925 habilitierte er sich in Greifswald und wurde 1926 Direktor der Sternwarte Breslau. 1946 wurde er Direktor der Universitäts-Sternwarte München und Professor an der Universität München. Er leitete den Wiederaufbau der teilweise zerstörten Sternwarte. 1954 emeritierte er.
Er beschäftigte sich unter anderem mit Astro-Photometrie und schrieb 1932 einen Artikel darüber in der Enzyklopädie der mathematischen Wissenschaften.
Schoenberg war seit 1947 ordentliches Mitglied der Bayerischen Akademie der Wissenschaften.